# Trawniki (camp de travail forcé)
Pour les articles homonymes, voir Trawniki.

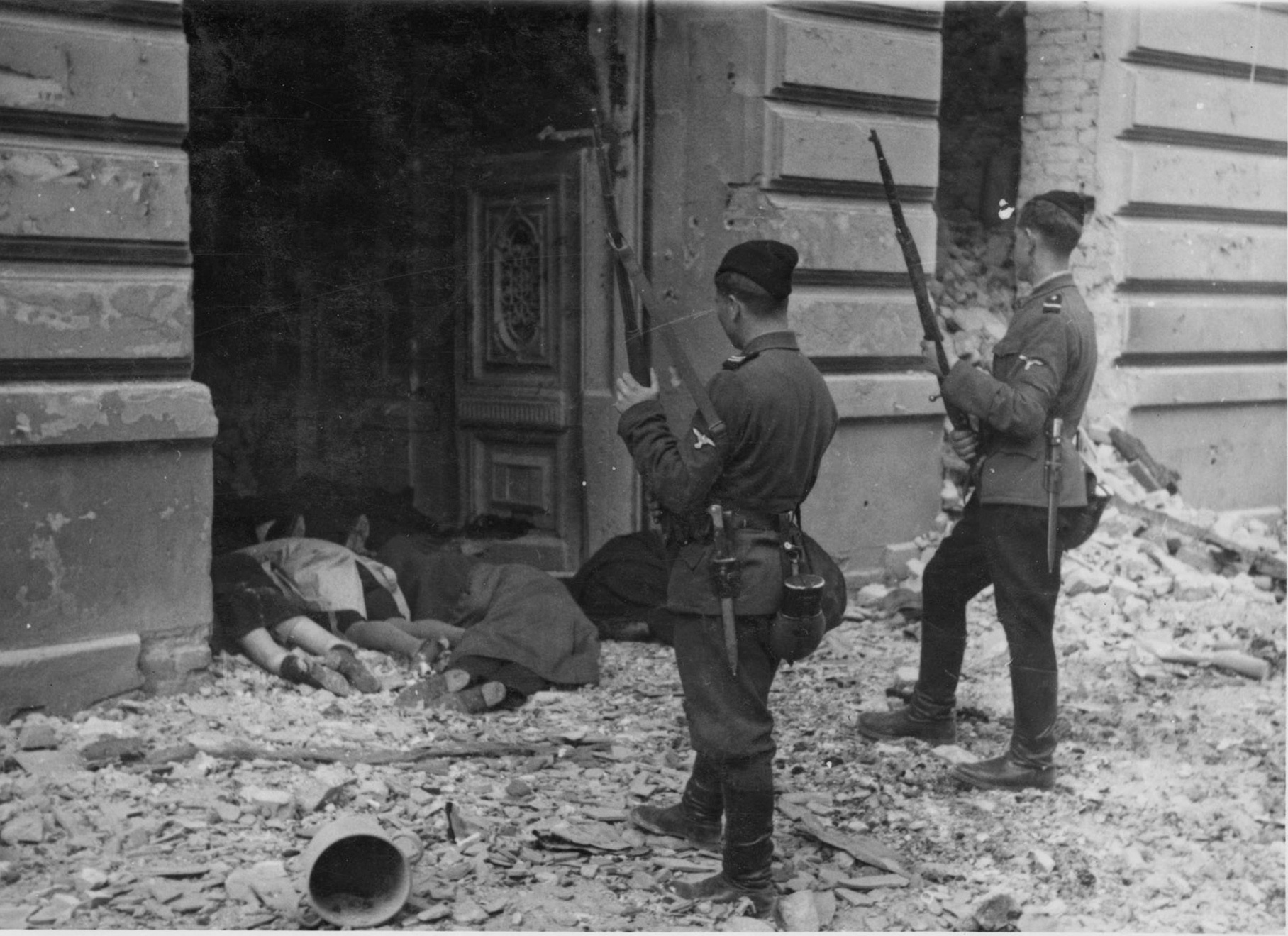
Askaris dans le ghetto de Varsovie - 1943.

Trawniki est le nom du camp qui fut implanté pendant la Seconde Guerre mondiale dans le village de Trawniki, situé à une quarantaine de kilomètres à l'est de Lublin, en Pologne, dans le Gouvernement général de Pologne, entité administrative créée par les nazis.
En automne 1941, les nazis construisirent sur le terrain d'une ancienne sucrerie un camp de travail forcé et un camp de formation SS pour les volontaires recrutés dans les territoires conquis des pays baltes et de l’Union soviétique, les Hiwis (abréviation de Hilfswillige, « volontaires » en allemand). La nature de ce camp changea au fil du temps : de camp de prisonniers de guerre, il devint camp de recrutement SS, camp de travail forcé, puis camp annexe du complexe concentrationnaire de Lublin-Majdanek. Il fut successivement commandé par Hermann Höfle puis Karl Streibel.
Par extension, on appelle également Trawnikis (ou Wachmänner si l'on reprend le terme SS) les gardes recrutés en Europe de l'Est, qui furent formés dans ce camp pour servir d'auxiliaires aux SS dans l’Aktion Reinhardt et le processus de déportation et d'encadrement dans les camps d'extermination. Ces gardes, souvent des prisonniers de guerre soviétiques, sont aussi appelés les « noirs », car ils portent un uniforme de cette couleur.